# 障子洗う
「障子洗う（障子洗ふ；しょうじあらう）」は仲秋の季語。夏の間はずして物置などにしまっておいた障子の紙を新しいものに貼りかえるために、障子に水をかけて紙をはがすこと。井戸端、外水道、また庭のない家庭では浴室などでも行われる。都市部を離れると野川や池などに障子を浸してあるのにも出会うことがある。

## 例句
- 木曽川の岸に洗へる障子かな　池内たけし
- 障子洗ひ山々のやつれ見えにけり　室生犀星
- 洗ひをる障子の下も藻のなびき　大野林火